# Internet Chess Club
Internet Chess Club (ICC), komercijalni internetski šahovski poslužitelj. Posvećenen je igranju i raspravljanju o šahu i šahovskim inačicama. ICC trenutno ima preko 30 tisuća pretplaćenih članova. Prvi je internetski šahovski poslužitelj i prvi i najveći plati pa igraj šahovski poslužitelj.

## Povijest
Prvi internetski šahovski poslužitelj, Internet Chess Server, (ICS) pokrenut je 15. siječnja 1992. godine, programirali su ga Michael Moore i Richard Nash. Na poslužitelj su se igrači prijavljivali preko telneta a ploča je bila tekst u ASCII. Bilo je mnogo bugova pa su se događali lažni matovi, bili su mogući nedopušteni potezi. Siječnja 1992. pokrenut je Free Internet Chess Server. Daniel Sleator iz ICS-a 1. ožujka 1995. najavio je namjeru komercijaliziranja ICS-a i preimenovao ga je u Internet Chess Club. Chess Live, prije US Chess Live dok je bio podružnica Šahovskog saveza SAD je bio pretplatnički poslužitelj koji je otvoren 8. veljače 2000., a zatvoren 29. svibnja 2007. godine kad ga je kupio Internet Chess Club i spojen s World Chess Network čime je stvoren World Chess Live. World Chess Live spojen je u i postao dio Internet Chess Cluba 19. ožujka 2012. godine.